# 2006 na televisão brasileira
A seguir há uma lista de eventos relacionados à televisão brasileira em 2006. Os eventos listados incluem estreias, cancelamentos e finais de programas de televisão; lançamento, encerramento e rebrandings de canais; estações locais mudando de afiliação de rede; e informações sobre controvérsias e disputas de carregamento.

## Eventos notáveis

### Janeiro
| Data | Evento |
| ---- | --- |
| 30   | Na Rede Bandeirantes, o Brasil Urgente ganha nova vinheta de abertura e gráficos. |
| 30   | Na Rede Record, Celso Freitas e Adriana Araújo assumem a bancada do Jornal da Record, substituindo Boris Casoy. O telejornal também estreia novo cenário, vinheta de abertura e gráficos. |

### Fevereiro
| Data   | Evento |
| ------ | --- |
| 8      | O SBT e o Sony Entertainment Television transmitem a 48.ª edição do Grammy Awards. |
| 18     | A Rede Globo transmite o show da A Bigger Bang Tour da banda The Rolling Stones, ao vivo da Praia de Copacabana, no Rio de Janeiro. |
| 20     | A Rede Globo e o Multishow exibem o show da Vertigo Tour da banda U2, direto do Estádio do Morumbi, em São Paulo. |
| 24—4/3 | As emissoras de TV (exceto a Rede Record) realizam a cobertura do Carnaval de 2006, sendo que: - A Rede Globo exibe o Globeleza, com os desfiles das escolas de samba de São Paulo e Rio de Janeiro. A RBS TV cobre localmente o desfile das escolas de samba de Porto Alegre; - A Band exibe o Band Folia, mostrando o carnaval de Salvador e o Desfile das Campeãs do Rio de Janeiro; - A RedeTV! exibe o Bastidores do Carnaval, com os flashes ao vivo do carnaval do Rio de Janeiro e São Paulo; - A CNT exibe o Carnaval do Povão, com os desfiles das escolas de samba do Grupo de Acesso A do carnaval do Rio de Janeiro. |

### Março
| Data | Evento |
| ---- | --- |
| 3    | Na Rede Bandeirantes, Carlos Nascimento deixa a apresentação do Jornal da Band.                                                                             |
| 3    | A TV Cultura transmite o Desfile das Campeãs das escolas de samba do Grupo Especial e do Grupo de Acesso de São Paulo.                                      |
| 5    | Na Rede Record, Paulo Henrique Amorim assume a apresentação do Domingo Espetacular. O programa também estreia novo cenário, vinheta de abertura e gráficos. |
| 5    | A Rede Globo e a TNT transmitem a 78.ª edição do Óscar. |

### Abril
| Data | Evento                                                                            |
| ---- | --------------------------------------------------------------------------------- |
| 2    | Na Rede Globo, A Turma do Didi ganha nova vinheta de abertura e grafismos.        |
| 3    | Na Rede Globo, o Mais Você ganha nova vinheta de abertura e grafismos.            |
| 8    | A Rede Bandeirantes exibe a 52.ª edição do Miss Brasil.                           |
| 21   | Na Rede Globo, o Jornal Hoje ganha novo cenário, vinheta de abertura e grafismos. |

### Maio
| Data  | Evento |
| ----- | --- |
| 13–15 | A maior parte das redes de televisão e canais de notícias do Brasil cancelam ou alteram parte de suas programações regulares para providenciar cobertura jornalística sobre os ataques violentos em São Paulo. |
| 25    | O CADE, aprova com restrições, a fusão entre Sky Brasil e a DirecTV Brasil. |
| 27    | Na Rede Globo, o Globo Ecologia ganha nova vinheta de abertura e grafismos. |

### Junho
| Data  | Evento                                                                                             |
| ----- | -------------------------------------------------------------------------------------------------- |
| 5     | Na Rede Globo, o Bom Dia Brasil ganha novo cenário, vinheta de abertura e grafismos.               |
| 9–9/7 | A Rede Globo, SporTV, ESPN Brasil e BandSports realizam a cobertura da Copa do Mundo FIFA de 2006. |
| 29    | O presidente Lula assina o decreto que autoriza a implantação da televisão digital no Brasil.      |

### Julho
| Data | Evento |
| ---- | --- |
| 3    | Na Rede Globo, o Bom Dia Brasil ganha sua segunda versão da vinheta de abertura e grafismos.                                                             |
| 7    | No SBT, Ítala Matiuzzo deixa o comando do Bom Dia & Companhia.                                                                                           |
| 10   | No SBT, o Bom Dia & Companhia estreia sua nova vinheta de abertura e gráficos.                                                                           |
| 28   | A Telemar, por meio da sua subsidiária Oi, compra a Way TV, operadora de televisão por assinatura que atua no estado de Minas Gerais por R$ 132 milhões. |

### Agosto
| Data | Evento |
| ---- | --- |
| 14   | A Rede Bandeirantes promove debate com os candidatos a presidente nas Eleições 2006.                        |
| 15   | Início do horário eleitoral gratuito do 1.° turno das Eleições 2006.                                        |
| 25   | É concluída a fusão entre Sky Brasil e DirecTV Brasil, passando a ganhar uma união chamada Sky+DirecTV.     |
| 28   | Parte das emissoras da Rede Bandeirantes promovem debates com os candidatos a governador nas Eleições 2006. |

### Setembro
| Data | Evento                                                                                        |
| ---- | --------------------------------------------------------------------------------------------- |
| 26   | As emissoras da Rede Globo promovem debates com os candidatos a governador nas Eleições 2006. |
| 28   | Término do horário eleitoral gratuito do 1.° turno das Eleições 2006.                         |
| 28   | A Rede Globo promove debate com os candidatos a presidente nas Eleições 2006.                 |

### Outubro
| Data | Evento |
| ---- | --- |
| 8    | A Rede Bandeirantes promove debate com os candidatos a presidente no 2.º turno das Eleições 2006.                        |
| 12   | Início do horário eleitoral gratuito do 2.° turno das Eleições 2006.                                                     |
| 15   | Parte das emissoras da Rede Bandeirantes promovem debates com os candidatos a governador no 2.º turno das Eleições 2006. |
| 19   | O SBT promove debate com os candidatos a presidente no 2.º turno das Eleições 2006.                                      |
| 23   | A Rede Record promove debate com os candidatos a presidente no 2.º turno das Eleições 2006.                              |
| 26   | Parte das emissoras da Rede Globo promovem debates com os candidatos a governador no 2.º turno das Eleições 2006.        |
| 27   | Término do horário eleitoral gratuito do 2.° turno das Eleições 2006.                                                    |
| 27   | A Rede Globo promove debate com os candidatos a presidente no 2.º turno das Eleições 2006.                               |

### Novembro
| Data  | Evento                                                 |
| ----- | ------------------------------------------------------ |
| 10–11 | O SBT promove a 9.ª edição do Teleton em prol da AACD. |
| 19    | A Rede Globo exibe o Prêmio Profissionais do Ano 2006. |

### Dezembro
| Data | Evento |
| ---- | --- |
| 1.º  | No SBT, Ana Paula Padrão deixa a bancada do SBT Brasil. |
| 4    | No SBT, Jornal do SBT e SBT Brasil ganham novas vinhetas de abertura, cenários e grafismos, contando com a estreia de Carlos Nascimento como âncora do telejornal. |
| 13   | A Rede Bandeirantes fecha um acordo de sublicenciamento dos direitos de transmissão do Campeonato Brasileiro de Futebol, da Copa do Brasil de Futebol e do Campeonato Paulista de Futebol junto a Rede Globo, substituindo a Rede Record e retomando a cobertura das competições esportivas após cinco anos. |
| 23   | Na Rede Globo, o Supercine ganha nova vinheta de abertura e grafismos. |
| 31   | A Rede Globo e a TV Gazeta transmitem a 82.ª edição da Corrida de São Silvestre. |

## Programas

### Janeiro
- 3 de janeiro — Estreia JK na Rede Globo.
- 8 de janeiro — Termina Clara e o Chuveiro do Tempo na Rede Globo.
- 10 de janeiro — Estreia da 6.ª temporada do Big Brother Brasil na Rede Globo.
- 13 de janeiro — Termina a 12.ª temporada de Malhação na Rede Globo.
- 16 de janeiro
  - Estreia da 13.ª temporada de Malhação na Rede Globo.
  - Estreia Mariana da Noite no SBT.
- 27 de janeiro — Estreia Avassaladoras: A Série na Rede Record.

### Fevereiro
- 3 de fevereiro — Termina Edição de Notícias na Rede Record.
- 6 de fevereiro — Estreia Jornal 24 Horas na Rede Record.
- 10 de fevereiro — Termina Força de um Desejo no Vale a Pena Ver de Novo na Rede Globo.
- 13 de fevereiro
  - Estreia Ver para Crer no SBT.
  - Reestreia A Viagem no Vale a Pena Ver de Novo na Rede Globo.
- 21 de fevereiro — Termina De Fininho na TV Cultura.

### Março
- 10 de março
  - Termina Vídeo Adrenalina na RedeTV!.
  - Termina Alma Gêmea na Rede Globo.
- 13 de março
  - Estreia Sinhá Moça na Rede Globo.
  - Estreia Cidadão Brasileiro na Rede Record.
  - Estreia Tribunal de Pequenas Causas Musicais na MTV Brasil.
- 14 de março — Termina Betty, a Feia na RedeTV!.
- 19 de março — Estreia Um Menino muito Maluquinho na TVE Brasil.
- 20 de março
  - Estreia MTV de Bolso na MTV Brasil.
  - Estreia A Feia Mais Bela no SBT.
- 24 de março — Termina JK na Rede Globo.
- 28 de março — Termina a 6.ª temporada do Big Brother Brasil na Rede Globo.
- 29 de março — Termina Casamento à Moda Antiga no SBT.
- 31 de março
  - Termina Notícias do Brasil na RedeTV!.
  - Termina Programa do Jacaré na RedeTV!.

### Abril
- 1.º de abril — Estreia Supernanny no SBT.
- 2 de abril
  - Estreia Jogo Duro no SBT.
  - Estreia Rei Majestade no SBT.
  - Estreia Friends no SBT.
- 3 de abril
  - Estreia a 6.ª temporada do Sítio do Picapau Amarelo na Rede Globo.
  - Estreia Laços de Amor no SBT.
- 6 de abril — Estreia da 6.ª temporada de A Grande Família na Rede Globo.
- 7 de abril — Estreia Minha Nada Mole Vida na Rede Globo.
- 8 de abril — Estreia Estrelas na Rede Globo.
- 21 de abril — Termina Bang Bang na Rede Globo.
- 24 de abril — Estreia Cobras & Lagartos na Rede Globo.
- 28 de abril
  - Termina Vila Maluca na RedeTV!.
  - Termina A Casa É Sua na RedeTV!.

### Maio
- 1.º de maio — Estreia A Tarde É Sua na RedeTV!.
- 28 de maio — Termina Domingo da Gente na Rede Record.

### Junho
- 2 de junho — Termina Mariana da Noite no SBT.
- 5 de junho
  - Estreia TV Kids na RedeTV!.
  - Estreia Cultura Meio-Dia na TV Cultura.
  - Estreia Cultura Noite na TV Cultura.
  - Estreia Cristal no SBT.
- 19 de junho — Termina Avassaladoras: A Série na Rede Record.

### Julho
- 7 de julho
  - Termina Laços de Amor no SBT.
  - Termina Belíssima na Rede Globo.
- 10 de julho
  - Reestreia Cúmplices de um Resgate no SBT.
  - Estreia Páginas da Vida na Rede Globo.
  - Termina Um Menino muito Maluquinho na TVE Brasil.
- 17 de julho — Termina Prova de Amor na Rede Record.
- 18 de julho — Estreia Bicho do Mato na Rede Record.
- 21 de julho — Termina A Viagem no Vale a Pena Ver de Novo na Rede Globo.
- 24 de julho — Reestreia Chocolate com Pimenta no Vale a Pena Ver de Novo na Rede Globo.

### Agosto
- 6 de agosto
  - Termina Family Feud no SBT.
  - Estreia Topa ou Não Topa no SBT.
- 12 de agosto
  - Termina a primeira fase do Programa do Ratinho no SBT.
  - Termina Floribella na Rede Bandeirantes.
- 13 de agosto
  - Termina Jogo Duro no SBT.
  - Estreia Dawson's Creek na Rede Record.
- 14 de agosto
  - Estreia Feridas de Amor no SBT.
  - Reestreia Louca Paixão na Rede Record.
- 20 de agosto
  - Estreia Minha Namorada é Uma Estrela no SBT.
  - Estreia Dois Homens e Meio no SBT.
- 21 de agosto — Estreia Invenção do Contemporâneo na TV Cultura.
- 26 de agosto — Estreia Sábado Campeão na RedeTV!.

### Setembro
- 1.º de setembro — Reestreia Glub-Glub na TV Cultura.
- 10 de setembro — Estreia Lances da Vida no SBT.
- 24 de setembro — Termina Friends no SBT.

### Outubro
- 5 de outubro — Termina Glub-Glub na TV Cultura.
- 8 de outubro — Estreia Todo Mundo Odeia o Chris na Rede Record.
- 13 de outubro — Termina Sinhá Moça na Rede Globo.
- 15 de outubro — Estreia Cidades e Soluções na GloboNews.
- 16 de outubro — Estreia O Profeta na Rede Globo.
- 17 de outubro — Estreia Alta Estação na Rede Record.
- 21 de outubro — Estreia Bailando por um Sonho no SBT.[10]
- 27 de outubro — Termina Cristal no SBT.
- 30 de outubro — Estreia Pic Nick na Rede Bandeirantes.

### Novembro
- 14 de novembro — Estreia Paixões Proibidas na Rede Bandeirantes.
- 17 de novembro
  - Termina Cobras & Lagartos na Rede Globo.
  - Estreia Antônia na Rede Globo.
- 20 de novembro
  - Estreia Pé na Jaca na Rede Globo.
  - Termina Cidadão Brasileiro na Rede Record.
- 21 de novembro — Estreia Vidas Opostas na Rede Record.

### Dezembro
- 11 de dezembro — Estreia BestShop TV na TV Gazeta.
- 15 de dezembro — Termina Disk MTV na MTV Brasil.
- 16 de dezembro
  - Termina Top 20 Brasil na MTV Brasil.
  - A Rede Globo exibe o Roberto Carlos Especial.
- 22 de dezembro — A Rede Globo exibe o especial Os Amadores.
- 21 de dezembro
  - Termina a 6.ª temporada de A Grande Família na Rede Globo.
  - A Rede Globo exibe o especial Dom.
- 24 de dezembro
  - A Rede Bandeirantes exibe o Especial Bruno & Marrone.
  - Termina Bailando por um Sonho no SBT.
  - A Rede Globo exibe o especial Papai Noel Existe.
  - A Rede Bandeirantes exibe o Especial Floribella de Natal.
- 25 de dezembro
  - A Rede Record exibe o Hoje em Dia Especial de Natal.
  - Termina Tribunal de Pequenas Causas Musicais na MTV Brasil.
- 26 de dezembro
  - A Rede Globo exibe o especial Lu.
  - A Rede Globo exibe o Vídeo Show Retrô 2006.
- 29 de dezembro
  - Termina Chapa Coco na MTV Brasil.
  - Termina Cúmplices de um Resgate no SBT.
  - Termina Feridas de Amor no SBT.
  - Termina Rebelde no SBT.
  - Termina Total Massacration na MTV Brasil.
  - Termina Yo! na MTV Brasil.
  - A Rede Globo exibe a sua Retrospectiva 2006.
- 30 de dezembro — Termina Pic Nick na Rede Bandeirantes.
- 31 de dezembro
  - A RedeTV! exibe a Retrospectiva Jornalismo 2006.
  - A Rede Globo exibe o Show da Virada.
  - A Rede Record exibe o Especial Roupa Nova.

## Emissoras

### Fundações
| Data           | Emissora              | Cidade, UF                  | Notas | Ref.                |
| -------------- | --------------------- | --------------------------- | --- | ------------------- |
| 21 de janeiro  | Rede Gospel Bahia     | Salvador, Bahia             | Emissora de televisão pertencente ao Grupo Luiz Moreira de Comunicação                                                                 | [carece de fontes?] |
| 1.º de abril   | TV Gazeta Noroeste    | Colatina, Espírito Santo    | Emissora da Rede Gazeta, afiliada à Rede Globo                                                                                         | [carece de fontes?] |
| 1.º de abril   | TV Mirante Açailândia | Açailândia, Maranhão        | Emissora da Rede Mirante, afiliada à Rede Globo                                                                                        | [carece de fontes?] |
| 7 de abril     | TV Assembleia (Ceará) | Fortaleza, Ceará            | Emissora de televisão mantida pela Assembleia Legislativa do Estado do Ceará                                                           | [carece de fontes?] |
| 27 de abril    | Rede Mundial          | São Paulo, SP               | Rede de televisão aberta de conteúdo religioso pertencente a Igreja Mundial do Poder de Deus                                           | [carece de fontes?] |
| 6 de maio      | TV Passaponte         | São Gonçalo, Rio de Janeiro | Emissora de televisão controlada pela Fundação Universo                                                                                | [carece de fontes?] |
| 5 de junho     | PlayTV                | São Paulo, SP               | Canal de televisão aberta voltado para o público jovem, controlado pela Gamecorp, em sociedade com o Grupo Bandeirantes de Comunicação | [ 11 ]              |
| 15 de junho    | RedeTV! Belém         | Belém, Pará                 | Emissora de televisão pertencente ao Grupo Livre de Comunicação                                                                        | [carece de fontes?] |
| 29 de setembro | TV Itararé            | Campina Grande, Paraíba     | Emissora de televisão mantida pela Fundação Pedro Américo                                                                              | [carece de fontes?] |
| 30 de setembro | Unisul TV             | Tubarão, Santa Catarina     | Emissora de televisão mantida pela Universidade do Sul de Santa Catarina                                                               | [carece de fontes?] |

### Trocas de afiliação
| Data        | Emissora    | Cidade, UF       | Afiliação anterior | Afiliação nova | Notas | Ref.   |
| ----------- | ----------- | ---------------- | ------------------ | -------------- | --- | ------ |
| 17 de julho | TV Atalaia  | Aracaju, Sergipe | SBT                | Rede Record    | Após 20 anos retransmitindo a programação da emissora de Silvio Santos, a emissora sergipana se afiliou a Rede Record                                                               | [ 12 ] |
| 23 de julho | TV Pajuçara | Maceió, Alagoas  | SBT                | Rede Record    | Após transmitir a Rede de Silvio Santos desde a sua estreia, a emissora alagoana migrou para a Rede Record, devido as constantes trocas de programação e falta de jornalismo do SBT |        |

## Nascimentos
| Data            | Nome             | Notas | Ref.                |
| --------------- | ---------------- | --- | ------------------- |
| 21 de março     | Nicole Orsini    | Atriz e apresentadora. Trabalhos notáveis incluem Os Dez Mandamentos, Detetives do Prédio Azul e Acampamento de Magia para Jovens Bruxos                                | [carece de fontes?] |
| 27 de abril     | Myrella Victória | Atriz. Trabalhos notáveis incluem A Terra Prometida, Jesus e Topíssima                                                                                                  | [carece de fontes?] |
| 30 de maio      | Vitória Valentin | Atriz. Seu principal trabalho na televisão foi na telenovela Mania de Você                                                                                              | [carece de fontes?] |
| 7 de junho      | Davi Campolongo  | Ator, pianista erudito, cantor, compositor e multi-instrumentista. Trabalhos notáveis incluem Escola de Gênios, As Aventuras de Poliana e Poliana Moça                  | [carece de fontes?] |
| 19 de junho     | Duda Wendling    | Atriz. Trabalhos notáveis incluem Cúmplices de um Resgate, Valentins e Verão 90                                                                                         | [carece de fontes?] |
| 22 de junho     | Duda Pimenta     | Atriz, cantora, bailarina e influencer. Trabalhos notáveis incluem O Zoo da Zu, As Aventuras de Poliana, Poliana Moça, Olhar Indiscreto, Dois Tempos e Toda Família Tem | [carece de fontes?] |
| 12 de julho     | Kevin Vechiatto  | Ator. Trabalhos notáveis incluem Cúmplices de um Resgate e Turma da Mônica - A Série                                                                                    | [carece de fontes?] |
| 1.º de setembro | Luisa Bresser    | Atriz, cantora, bailarina e influencer. Seu principal trabalho na televisão foi na telenovela Poliana Moça                                                              | [carece de fontes?] |
| 2 de outubro    | Manuela Kfouri   | Atriz, cantora e compositora. Seu principal trabalho na televisão foi na telenovela As Aventuras de Poliana                                                             | [carece de fontes?] |
| 14 de outubro   | Bella Chiang     | Atriz e modelo. Trabalhos notáveis incluem Escola de Gênios e Poliana Moça                                                                                              | [carece de fontes?] |
| 30 de novembro  | Renata Randel    | Atriz. Seu principal trabalho na televisão foi na telenovela Carinha de Anjo                                                                                            | [carece de fontes?] |

## Mortes
| Data            | Nome                    | Idade        | Notas | Ref.   |
| --------------- | ----------------------- | ------------ | --- | ------ |
| 24 de fevereiro | Cléa Simões             | 79 (n. 1927) | Atriz. Trabalhos notáveis incluem Eu Compro Esta Mulher, A Rainha Louca, Bandeira Dois, Uma Rosa com Amor, Senhora, Sem Lenço, sem Documento, O Direito de Nascer, Os Gigantes, Meu Destino É Pecar, Livre para Voar, Deus nos Acuda, Fera Ferida, Quem É Você?, Laços de Família e Coração de Estudante                                                                 | [ 13 ] |
| 3 de março      | Athayde Patreze         | 64 (n. 1941) | Apresentador, empresário e socialite. Apresentou os programas Athayde Patreze Repórter e Ricos e Famosos, ambos pelo SBT | [ 14 ] |
| 18 de março     | Nelson Dantas           | 78 (n. 1927) | Ator. Trabalhos notáveis incluem Minha Doce Namorada, Escalada, O Amor É Nosso, O Homem Proibido, Meu Destino É Pecar, Roque Santeiro, Roda de Fogo, O Salvador da Pátria, Barriga de Aluguel, As Noivas de Copacabana, Contos de Verão, Agosto, Tropicaliente, Força de um Desejo, Desejos de Mulher e Celebridade                                                      | [ 15 ] |
| 26 de março     | Ariclê Perez            | 62 (n. 1943) | Atriz. Trabalhos notáveis incluem Canção para Isabel, Como Salvar Meu Casamento, Sampa, Cortina de Vidro, Meu Bem, Meu Mal, Felicidade, Perigosas Peruas, Memorial de Maria Moura, Anjo Mau, Os Maias, A Casa das Sete Mulheres, Um Só Coração e JK | [ 16 ] |
| 17 de junho     | Bussunda                | 43 (n. 1962) | Humorista. Na televisão, seu trabalho mais notável foi em Casseta e Planeta Urgente | [ 17 ] |
| 18 de julho     | Raul Cortez             | 73 (n. 1932) | Ator. Trabalhos notáveis incluem Ninguém Crê em Mim, Os Miseráveis, Toninho on the Rocks, Vitória Bonelli, A Volta de Beto Rockfeller, Tchan, a Grande Sacada, Água Viva, Baila Comigo, Jogo da Vida, Rainha da Sucata, Mulheres de Areia, Agosto, O Rei do Gado, Terra Nostra, As Filhas da Mãe, Esperança, Um Só Coração, Senhora do Destino e JK                      | [ 18 ] |
| 22 de julho     | Gianfrancesco Guarnieri | 71 (n. 1934) | Ator e dramaturgo ítalo-brasileiro. Trabalhos notáveis incluem O Tempo e o Vento, A Hora Marcada, O Meu Pé de Laranja Lima, Nossa Filha Gabriela, Mulheres de Areia, Os Inocentes, Éramos Seis, Roda de Fogo, Cabocla, Jogo da Vida, Vereda Tropical, Cambalacho, Que Rei Sou Eu?, Rainha da Sucata, Mundo da Lua, A Próxima Vítima, Terra Nostra, Esperança e Belíssima | [ 19 ] |
| 10 de agosto    | Irving São Paulo        | 41 (n. 1964) | Ator. Trabalhos notáveis incluem Final Feliz, Champagne, Bebê a Bordo, O Sexo dos Anjos, A História de Ana Raio e Zé Trovão, Mulheres de Areia, A Viagem, Por Amor, Torre de Babel, Agora É que São Elas e Um Só Coração | [ 20 ] |
| 15 de setembro  | Rodney Gomes            | 70 (n. 1936) | Ator e dublador. Seu único trabalho na televisão foi na telenovela A Pequena Órfã | [ 21 ] |
| 20 de novembro  | Edílson Buba            | 34 (n. 1971) | Empresário. Participou da 4.ª temporada do reality show Big Brother Brasil | [ 22 ] |
| 27 de novembro  | Jece Valadão            | 76 (n. 1930) | Ator e diretor. Trabalhos notáveis incluem Falcão Negro, O Desconhecido, Pigmalião 70, Tempo de Viver, Transas e Caretas, Anos Dourados, Olho por Olho, Pantanal e O Dono do Mundo | [ 23 ] |
| 28 de dezembro  | Elizabeth Henreid       | 78 (n. 1928) | Atriz. Trabalhos notáveis incluem A Muralha, Nem Rebeldes, nem Fiéis, Tamanho Família, Livre Para Voar, Deus Nos Acuda e Os Ossos do Barão | [ 24 ] |